# Johannes von Schröder
Johannes von Schröder (* 14. Mai 1793 in Præstø; † 8. Januar 1862 in Hamburg) war ein dänisch-deutscher Offizier und Topograph.

## Leben
Johannes von Schröder wuchs in Kiel auf. Ab 1808 war er Kadett auf der Militärschule in Rendsburg.
1810 erhielt er sein Offizierspatent als Secondlieutenant im Schleswigschen Infanterieregiment. 1813 wurde das Regiment zu dem Hilfscorps beordert, welches Dänemark Napoleon zur Verfügung stellte, und von Schröder diente als Adjutant beim Generalcommando der 4. dänischen Armeedivision unter General August Nicolaus Carl von Kardorff. 1814 wurde er zum Premierlieutenant befördert. Das Regiment lag seit 1815 in der Stadt Schleswig. 1827 wurde er Capitän (Hauptmann) und Chef der Jägerkompanie des Regiments. 1830 kommandierte er den Cholera-Cordon nördlich Flensburgs. Nach Auflösung des Regiments 1842 wurde er Major des 15. Bataillons in Rendsburg. Bei der Schleswig-Holsteinischen Erhebung trat er im März 1848 auf die Seite der Provisorischen Regierung. Er wurde von ihr zum Kommandanten von Flensburg und dann von Altona berufen und erst zum Oberstleutnant, dann zum Oberst in der Schleswig-Holsteinischen Armee befördert.
Nach der Niederschlagung der Erhebung gehörte er zu denjenigen, die durch die dänische Regierung von der 1852 verkündeten Amnestie ausgeschlossen wurden. Er floh nach Hamburg und fand hier eine Anstellung als Buchhalter der Gas-Compagnie. Am 29. November 1856 wurde ihm die Rückkehr in die Herzogtümer gestattet. Er blieb jedoch in seiner Stellung in Hamburg.
Schröders Leistung und bleibende Bedeutung liegt weniger auf militärischem Gebiet; sie ist vielmehr in seinen geographischen und historischen Studien und seinen bedeutenden Beiträgen zur Topographie Schleswig-Holsteins begründet.
Er war seit 1818 verheiratet mit Franziska Amalie (* 1797 auf Gut Bossee; † 1870 in Kiel), geb. Seestern-Pauly, einer Tochter von George Friedrich Pauly (* 1751 in Buchholzmühle bei Dessau-Roßlau; † 1816 in Blengow, heute Ortsteil von Rerik) und seiner Frau Maria Catharina (1769–1830), geb. Ahlers (* 1769 in Hamburg; † 1830 in Schleswig), und war damit Schwager von Friedrich Seestern-Pauly.

## Auszeichnungen

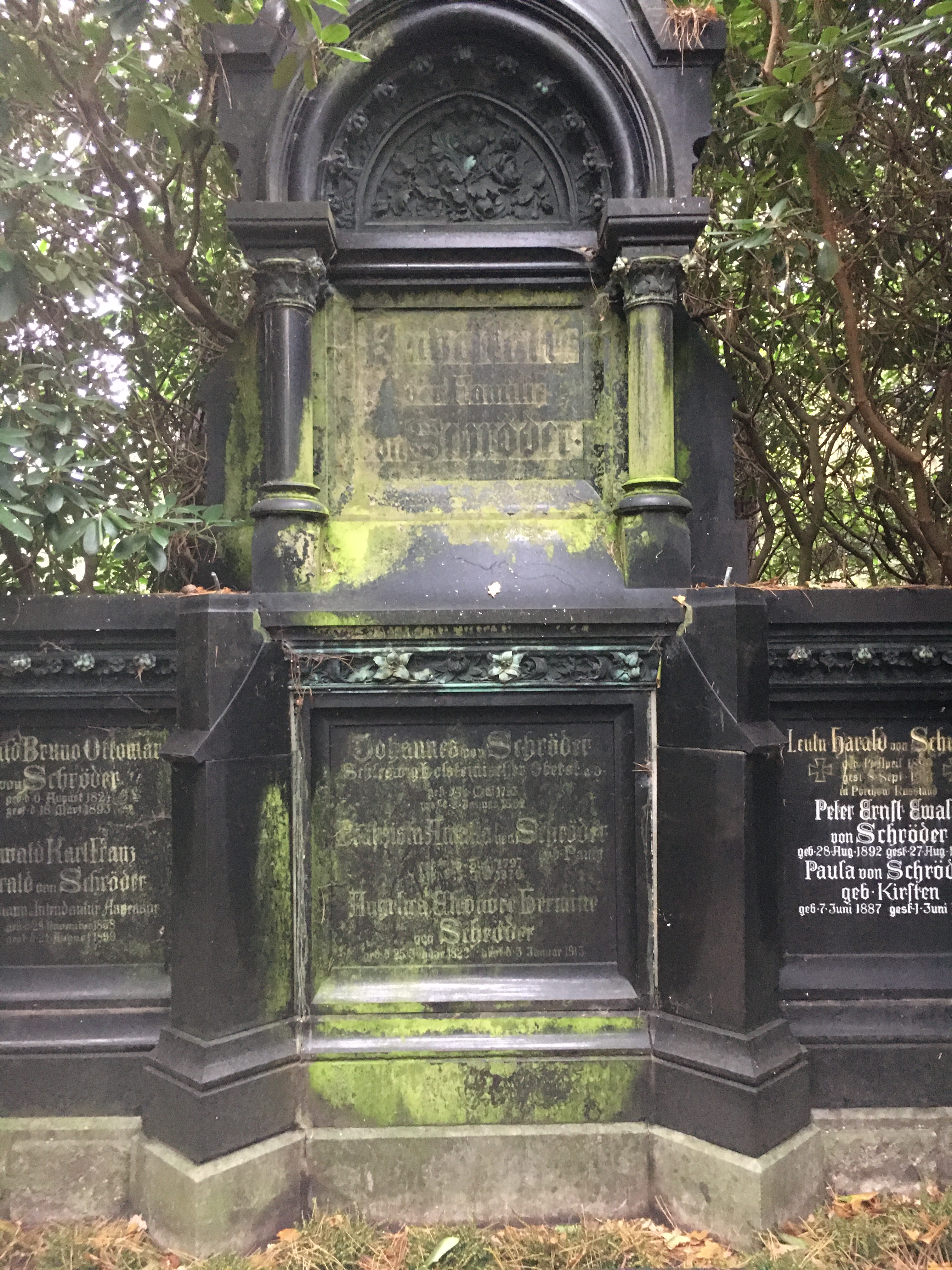
Grabstätte (Friedhof Ohlsdorf).

- 1840 Ritter des Dannebrogorden (1852 aberkannt)
- 1843 Zivil-Verdienst-Medaille (Sachsen-Weimar-Eisenach)

## Schriften
- Grundriß der Stadt Schleswig mit nächster Umgebung. 1823 Digitalisat
- Geschichte und Beschreibung der Stadt Schleswig. Taubstummen-Institut, Schleswig 1827, Digitalisat
- Geschichte des Schleswigsschen Infanterieregiments. 1837
- Topographie des Herzogthums Schleswig. 1837

2. Auflage Oldenburg i. H.: Fränckel 1854 Digitalisat
Dänische Übersetzung: Hertugdømmet Slesvigs Topographi. Oldenburg i. H.: Fränckel 1854
- Topographie des Herzogthums Holstein, des Fürstenthums Lübeck und der freien Städte Hamburg und Lübeck. Oldenburg i. H. 1841

Band 1: A–H Digitalisat
Band 2: I–Z Digitalisat
2. Auflage, vermehrt durch die Topographie von Lauenburg in Verbindung mit Hermann Biernatzki. Oldenburg 1855, 2 Bde.
Band 1: A–H Digitalisat
Band 2: I–Z Digitalisat
- Der Brüggmann’sche Altar in der Domkirche zu Schleswig. 1855
- Darstellungen von Schlössern und Herrenhäusern der Herzogthümer Schleswig, Holstein und Lauenburg, vorzugsweise aus dem 15. und 16. Jahrhundert. Perthes, Besser & Mauke, Hamburg 1862 Digitalisat